# Polyrhachis trophima
Polyrhachis trophima är en myrart som beskrevs av Smith 1863. Polyrhachis trophima ingår i släktet Polyrhachis och familjen myror. Inga underarter finns listade i Catalogue of Life.